# Kosovo je Srbija
Kosovo je Srbija (en ciríl·lic: Косово је Србија, català: Kosovo és Sèrbia), és el lema que han popularitzat els detractors de la declaració d'independència de Kosovo, i que consideren que Kosovo és una província de Sèrbia. Ha estat emprat en múltiples actes en tot el món, i va ser també el títol genèric de la campanya de manifestacions que van tenir lloc el 2008 a tot Sèrbia, especialment a Belgrad, a la qual van acudir destacades personalitats sèrbies de tots els àmbits, que van apadrinar el lema. El lema va ser objecte d'un incident, quan el nedador serbi Milorad Čavić, després de proclamar-se campió d'Europa de 50 m papallona i batre el rècord continental en els campionats de 2008 celebrats a Eindhoven (Països Baixos), va acudir a la cerimònia de lliurament de medalles amb una samarreta amb la llegenda Kosovo je Srbija, i va ser desqualificat per la Federació Europea de Natació.